# Who's Better, Who's Best
Who's Better, Who's Best es un álbum recopilatorio del grupo británico The Who, publicado por la compañía discográfica MCA Records en marzo de 1988.
La versión estadounidense del álbum cita a «Won't Get Fooled Again» como una versión extendida, aunque en realidad recoge la versión acortada y publicada como sencillo en los Estados Unidos. Por otra parte, la versión británica, con una portada diferente, incluyó versiones sin editar de «Won't Get Fooled Again» y de «The Kids Are Alright».
Who's Better, Who's Best alcanzó el puesto diez en la lista británica UK Albums Chart y fue certificado como disco de oro por la RIAA al superar el medio millón de copias vendidas en los Estados Unidos.

## Lista de canciones
Todas las canciones escritas y compuestas por Pete Townshend excepto donde se anota. 
| N.º | Título                                                        | Escritor(es)                  | Duración |  |
| 1.  | «My Generation»                                               |                               | 3:16     |  |
| 2.  | «Anyway, Anyhow, Anywhere»                                    | Pete Townshend, Roger Daltrey | 2:39     |  |
| 3.  | «The Kids Are Alright»                                        |                               | 2:45     |  |
| 4.  | «Substitute»                                                  |                               | 3:46     |  |
| 5.  | «I'm a Boy»                                                   |                               | 2:38     |  |
| 6.  | «Happy Jack»                                                  |                               | 2:12     |  |
| 7.  | «Pictures of Lily»                                            |                               | 2:42     |  |
| 8.  | «I Can See for Miles»                                         |                               | 4:06     |  |
| 9.  | «Who Are You»                                                 |                               | 5:03     |  |
| 10. | «Won't Get Fooled Again»                                      |                               | 3:38     |  |
| 11. | «Magic Bus»                                                   |                               | 3:19     |  |
| 12. | «I Can't Explain»                                             |                               | 2:04     |  |
| 13. | «Pinball Wizard»                                              |                               | 2:59     |  |
| 14. | «I'm Free»                                                    |                               | 2:40     |  |
| 15. | «See Me, Feel Me»                                             |                               | 3:30     |  |
| 16. | «Squeeze Box»                                                 |                               | 2:40     |  |
| 17. | «Join Together»                                               |                               | 4:19     |  |
| 18. | «You Better You Bet»                                          |                               | 5:37     |  |
| 19. | «Baba O'Riley» (Tema extra incluido solo en la edición en CD) |                               | 5:00     |  |